# Rajd Madery 2004
Rajd Madery 2004 (45. Rali Vinho da Madeira) – 45. edycja rajdu samochodowego Rajd Madery rozgrywanego w Portugalii. Rozgrywany był od 29 do 31 lipca 2004 roku. Była to piąta runda Rajdowych Mistrzostw Europy w roku 2004 oraz piąta runda Rajdowych Mistrzostw Portugalii. Składał się z 20 odcinków specjalnych.

## Klasyfikacja rajdu
| Miejsce                      | Kierowca                     | Pilot                        | Samochód                     | Czas                         | Strata                       |                              |
| Klasyfikacja generalna i ERC | Klasyfikacja generalna i ERC | Klasyfikacja generalna i ERC | Klasyfikacja generalna i ERC | Klasyfikacja generalna i ERC | Klasyfikacja generalna i ERC | Klasyfikacja generalna i ERC |
| ---------------------------- | ---------------------------- | ---------------------------- | ---------------------------- | ---------------------------- | ---------------------------- | ---------------------------- |
| 1.                           | Vítor Sá                     | Ornelas Camacho              | Peugeot 306 Maxi             | 3:11:52.4                    | 0.0                          |                              |
| 2.                           | Bruno Thiry                  | Nicolas Gilsoul              | Citroën C2 S1600             | 3:14:08.1                    | +2:15.7                      |                              |
| 3.                           | Simon Jean-Joseph            | Jack Boyere                  | Renault Clio S1600           | 3:14:32.7                    | +2:40.3                      |                              |
| 4.                           | José Camacho                 | Pedro Calado                 | Peugeot 306 Maxi             | 3:15:16.2                    | +3:23.8                      |                              |
| 5.                           | Miguel Campos                | Nuno Rodrigues da Silva      | Peugeot 206 S1600            | 3:18:22.9                    | +6:30.5                      |                              |
| 6.                           | Alexandre Camacho            | Jorge Gonçalves              | Citroën Saxo Kit Car         | 3:21:00.8                    | +9:08.4                      |                              |
| 7.                           | Duarte Abreu                 | Filipe Fernandes             | Peugeot 206 S1600            | 3:22:39.6                    | +10:47.2                     |                              |
| 8.                           | Paulo Meireles               | António Abreu                | Volkswagen Polo S1600        | 3:23:06.4                    | +11:14.0                     |                              |
| 9.                           | Michał Sołowow               | Maciej Baran                 | Fiat Punto S1600             | 3:25:21.5                    | +13:29.1                     |                              |
| 10.                          | Pedro Leal                   | Luís Ramalho                 | Mitsubishi Lancer Evo VI     | 3:25:39.6                    | +13:47.2                     |                              |
| Mistrzostwa Portugalii       |                              |                              |                              |                              |                              |                              |
| 1.                           | Bruno Thiry                  | Nicolas Gilsoul              | Citroën C2 S1600             | 3:14:08.1                    | 0.00                         |                              |
| 2.                           | Simon Jean-Joseph            | Jack Boyere                  | Renault Clio S1600           | 3:14:32.7                    | +24.6                        |                              |
| 3.                           | Miguel Campos                | Nuno Rodrigues da Silva      | Peugeot 206 S1600            | 3:18:22.9                    | +4:14.8                      |                              |
| 4.                           | Paulo Meireles               | António Abreu                | Volkswagen Polo S1600        | 3:23:06.4                    | +8:58.3                      |                              |
| 5.                           | Michał Sołowow               | Maciej Baran                 | Fiat Punto S1600             | 3:25:21.5                    | +11:13.4                     |                              |
| 6.                           | Pedro Leal                   | Luís Ramalho                 | Mitsubishi Lancer Evo VI     | 3:25:39.6                    | +11:31.5                     |                              |